# Li Zhixin
Li Zhixin (chinois simplifié : 李致新, pinyin : Lǐ Zhìxī) est un alpiniste chinois né en 1962 à Dalian en Liaoning. Li Zhixin et Wang Yongfeng （王勇峰） sont le premier couple chinois à compléter la liste des sept sommets le 23 juin 1999.